# Melker
Melker är ett mansnamn med antaget bibliskt ursprung och en översättning av det latinska Melchior. Melchior var enligt kristen mytologi jämte Kasper och Baltsar en av de tre vise män som uppvaktade Jesus vid hans födelse. En variant är Melcher som hade namnsdag 5 juli innan 1901.
Den 31 december 2005 fanns det totalt 3 327 personer i Sverige med namnet, varav 1 825 med det som tilltalsnamn. År 2003 fick 270 pojkar namnet, varav 227 fick det som tilltalsnamn.
Namnsdag i Sverige: 6 januari – trettondedag jul sedan 2001. Innan dess hade han namnsdag 5 juli. I den finlandssvenska namnsdagslängden har Melker namnsdag 20 oktober sedan 2020.
TV-serien Saltkråkan, där Melker Melkersson är en av huvudfigurerna, lyckades aldrig göra Melker till ett populärt namn. Men 1990-talets föräldrar upptäckte namnet till slut. De senaste åren har Melker klättrat snabbt på namntoppen och är nu ett av de 70 vanligaste tilltalsnamnen bland barn.

## Personer med namnet Melker
- Melker Andersson, kock

- Melker Falkenberg (1597–1651), krigsråd
- Melker Falkenberg (1677–1716), överste och regementschef för Västmanlands regemente
- Melker Falkenberg (1722–1795), riksråd.
- Melker Falkenberg (1841–1906), riksdagsman.
- Melker Johnsson, litteraturvetare
- Melcher Lyckholm, riksdagsledamot
- August Melcher Myrberg (1825-1917) läroverksadjunkt, körledare, tonsättare
- Melker Risberg, längdskidåkare
- Melker Schörling, styrelseordförande i Melker Schörling AB
- Melker Svärd Jacobsson, friidrottare
- Melcher Wernstedt (1602–1655), landshövding

## Fiktiva figurer med namnet Melker
- Melker Melkersson, en fiktiv person i TV-serien Vi på Saltkråkan